# Мазур, Норберт
Норберт Мазур (Мазур) (1901—1971) был представителем Швеции во Всемирном еврейском конгрессе (WJC). WJC был основан в Женеве в 1936 году, чтобы объединить еврейский народ и мобилизовать мир против нацистов. Он помог в спасении 7000 жертв нацистских концлагерей во время Второй мировой войны (акция «Белые автобусы»).

## Биография
Мазур родился в Фридрихштадте, Германия, один из десяти детей Лейзера Мазура и Ханны Мазур (урожденная Леви). Он эмигрировал в Стокгольм, а затем в Тель-Авив после Второй мировой войны.
С помощью массажиста рейхсфюрера Генриха Гиммлера, Феликса Керстена, шведская секция WJC организовала секретные встречи в 1945 году между Мазуром, Вальтером Шелленбергом и Гиммлером в 70 километрах к северу от Берлина. «Меня как еврея глубоко взволновала мысль, что через несколько часов я буду лицом к лицу с человеком, который несет главную ответственность за уничтожение нескольких миллионов человек», — сказал позже Мазур. Гиммлер заявил Мазуру: «Я хочу похоронить топор (войны) между нами и евреями. Если бы я мог действовать самостоятельно, многое бы произошло иначе…».
В результате этой встречи и последующих переговоров с главой Шведского Красного Креста Фольке Бернадоттом Конгрессу было передано около 7000 женщин из женского концентрационного лагеря Равенсбрюк. Примерно половина (45 %) этих женщин (депортированных из более чем 40 стран) были еврейками. После освобождения они были размещены в лагерях на юге Швеции. Мазур был шокирован их ужасным состоянием здоровья после нескольких лет заключения в различных лагерях. По его мнению, возвращение в родные страны для этих женщин было невозможным и эмиграция в Израиль была единственным разумным вариантом, с тем чтобы они могли восстановить своё достоинство.